# Караимское кладбище в Вильнюсе
Вильнюсское караимское кладбище —  кладбище караимов в Литве по адресу: Вильнюс, улица Жирню, 19.
Основано в 1904 году на земле площадью 500 квадратных саженей, выделенной Городской управой Виленскому караимскому обществу. Находится рядом с Татарским (Магометанским) кладбищем. Кладбище небольшое: его площадь составляет примерно 70x70 метров. Примерно треть этой площади, слева от входа, занимают татарские могилы, а две трети справа — караимские. Участки разделены рвом до 0,5 м в глубину и более 1 м в ширину. На татарской стороне могилы со звёздами и полумесяцами. Ориентация — с запада на восток (в сторону Мекки). На караимской стороне ориентация могил с севера на юг (в сторону Иерусалима). Караимское и Татарское кладбища разделены земляной насыпью (валом).
На караимских надгробиях, сооружённых до 1930-х годов, все надписи сделаны на древнееврейском и польском языках. На переднем плане — могила Феликса Малецкого. На более поздних памятниках надписи на русском языке, но на некоторых есть также и несколько слов по-караимски. Так, на надмогильном камне отца и сына Кобецких сделана надпись на караимском языке «яхшы учмах!» — «прекрасного рая!», а на могиле Екатерины Юхневич (1895—1979) есть такая надпись: «ярых сагынч» — «светлая память».
На кладбище похоронен известный учёный-востоковед и караимский общественный деятель Серая Маркович Шапшал.